# SM-liiga 2001/02
Die Saison 2001/02 war die 27. Spielzeit der SM-liiga. Zum fünften Mal seit der Gründung der SM-liiga und zum sechsten Mal insgesamt wurde Jokerit Helsinki Finnischer Eishockey-Meister.

## Reguläre Saison

### Modus
Jedes Team musste viermal gegen jedes andere Team in der Liga und achtmal zusätzlich gegen örtlich nahegelegene Mannschaften spielen. Jedes Spiel bestand aus drei Dritteln à 20 Minuten. Sollte es nach der regulären Zeit unentschieden gestanden haben, wurden fünf Minuten Verlängerung gespielt. Das erste Tor in der Verlängerung entschied das Spiel für die Mannschaft, die das Tor geschossen hatte. Im Fall, dass nach der Verlängerung immer noch kein Sieger gefunden war, wurde das Spiel als unentschieden gewertet.
Ein Sieg in der regulären Spielzeit bzw. nach Verlängerung brachte einer Mannschaft zwei Punkte. Ein Unentschieden und eine Niederlage nach Verlängerung wurde mit einem Punkt vergütet. Für eine Niederlage in regulärer Spielzeit gab es keine Punkte.

### Abschlusstabelle
Abkürzungen: Sp = Spiele, S = Siege, SnV = Siege nach Verlängerung, U/NnV = Unentschieden/Niederlagen nach Verlängerung, N = Niederlagen, T = Tore, GT = Gegentore, TD = Tordifferenz
| Pl  | Mannschaft | Sp | S  | SnV | U/NnV | N  | T   | GT  | TD  | Punkte |
| --- | ---------- | -- | -- | --- | ----- | -- | --- | --- | --- | ------ |
| 1.  | Tappara    | 56 | 34 | 2   | 7     | 13 | 173 | 109 | +64 | 79     |
| 2.  | HPK        | 56 | 33 | 3   | 6     | 14 | 221 | 138 | +83 | 78     |
| 3.  | Jokerit    | 56 | 29 | 2   | 9     | 16 | 160 | 102 | +58 | 71     |
| 4.  | TPS        | 56 | 31 | 1   | 5     | 19 | 154 | 111 | +43 | 69     |
| 5.  | Pelicans   | 56 | 27 | 4   | 6     | 19 | 157 | 152 | +5  | 68     |
| 6.  | Kärpät     | 56 | 25 | 1   | 8     | 22 | 156 | 148 | +8  | 60     |
| 7.  | Ilves      | 56 | 22 | 2   | 10    | 22 | 155 | 161 | −6  | 58     |
| 8.  | Blues      | 56 | 24 | 1   | 8     | 23 | 156 | 171 | −15 | 58     |
| 9.  | JYP        | 56 | 19 | 4   | 11    | 22 | 145 | 158 | −13 | 57     |
| 10. | HIFK       | 56 | 19 | 0   | 11    | 26 | 148 | 168 | −20 | 49     |
| 11. | Ässät      | 56 | 13 | 4   | 6     | 33 | 133 | 191 | −58 | 40     |
| 12. | Lukko      | 56 | 13 | 0   | 9     | 34 | 10  | 181 | −71 | 35     |
| 13. | SaiPa      | 56 | 13 | 1   | 3     | 39 | 124 | 202 | −78 | 31     |

### Topscorer
Abkürzungen: Sp = Spiele, T = Tore, A = Assists, SM = Strafminuten
| Pl  | Spieler           | Mannschaft | Sp | T  | A  | Punkte | +/- | SM |
| --- | ----------------- | ---------- | -- | -- | -- | ------ | --- | -- |
| 1.  | Janne Ojanen      | Tappara    | 54 | 20 | 41 | 61     | 19  | 30 |
| 2.  | Vesa Viitakoski   | Ilves      | 56 | 34 | 26 | 60     | 10  | 12 |
| 3.  | Vladimír Vůjtek   | HPK        | 45 | 19 | 39 | 58     | 29  | 38 |
| 4.  | Jan Čaloun        | Blues      | 48 | 15 | 43 | 58     | −9  | 49 |
| 5.  | Antti Miettinen   | HPK        | 56 | 19 | 37 | 56     | 32  | 50 |
| 6.  | Mikko Peltola     | Pelicans   | 54 | 17 | 38 | 55     | 11  | 60 |
| 7.  | Vladimír Machulda | Jokerit    | 55 | 25 | 28 | 53     | −3  | 20 |
| 8.  | Jussi Tarvainen   | Tappara    | 56 | 24 | 26 | 50     | 17  | 42 |
| 9.  | Jani Hassinen     | Tappara    | 56 | 24 | 25 | 49     | 17  | 65 |
| 10. | Eero Somervuori   | HPK        | 56 | 25 | 23 | 48     | 25  | 34 |

### Beste Torhüter
| Pl | Spieler           | Mannschaft | Sp | Min     | S  | N  | GT | Sv  | SO | GTS  | Sv%   |
| -- | ----------------- | ---------- | -- | ------- | -- | -- | -- | --- | -- | ---- | ----- |
| 1. | Kari Lehtonen     | Jokerit    | 23 | 1242:32 | 13 | 5  | 37 | 585 | 4  | 1,79 | 94,05 |
| 2. | Antero Niittymäki | TPS        | 27 | 1498:20 | 16 | 8  | 46 | 688 | 3  | 1,84 | 93,73 |
| 3. | Jamie Ram         | Jokerit    | 37 | 2165:20 | 16 | 11 | 61 | 894 | 5  | 1,69 | 93,61 |
| 4. | Fredrik Norrena   | TPS        | 32 | 1877:56 | 14 | 11 | 62 | 850 | 2  | 1,98 | 93,2  |
| 5. | Tero Leinonen     | JYP        | 21 | 1246:12 | 9  | 5  | 49 | 602 | 2  | 2,36 | 92,47 |

(Legende zur Torhüterstatistik: GP oder Sp = Spiele insgesamt; W oder S = Siege; L oder N = Niederlagen; T oder U oder OT = Unentschieden oder Overtime- bzw. Shootout-Niederlage; Min. = Minuten; SOG oder SaT = Schüsse aufs Tor; GA oder GT = Gegentore; SO = Shutouts; GAA oder GTS = Gegentorschnitt; Sv% oder SVS% = Fangquote; EN = Empty Net Goal; 1 Play-downs/Relegation; Kursiv: Statistik nicht vollständig)

## Play-offs

### Modus
Die Plätze 1–8 waren automatisch für die Play-offs qualifiziert.
Für die jeweils nächste Runde qualifizierten sich die Mannschaften, die im Viertel- und Halbfinale gegen ihren Gegner von fünf Spielen die meisten gewonnen hatten. Die Sieger der Halbfinals zogen ins Finale ein, während die Verlierer im kleinen Finale um den dritten Platz spielten. Im Finale wurden ebenfalls fünf Spiele gespielt. Wer die meisten Spiele gewann, war Sieger der Saison. In der Runde um Platz 3 wurde lediglich ein Spiel gespielt. Die jeweiligen Gegner wurden so zusammengestellt, dass die bestplatzierte Mannschaft gegen die schlechteste spielt, die zweitbeste, gegen die zweitschlechteste, und so weiter. Ein Spiel dauerte so, wie in der Hauptsaison, insgesamt 60 Minuten. Nach der regulären Zeit wurden Verlängerungen von jeweils 20 Minuten Länge gespielt, bis ein Sieger durch ein entscheidendes Tor gefunden wurde.

### Turnierbaum
|  | Viertelfinale   | Viertelfinale    |                  |                | Halbfinale       | Halbfinale |  |  | Finale   | Finale   |
|  |                 |                  |                  |                |                  |            |  |  |          |          |
|  | 20. – 23.3.2002 |                  |                  |                |                  |            |  |  |          |          |
|  | Tappara         | 3                |                  |                |                  |            |  |  |          |          |
|  | Tappara         | 3                | 30.3. – 2.4.2002 |                |                  |            |  |  |          |          |
|  | Blues           | 0                |                  |                |                  |            |  |  |          |          |
|  | Blues           | 0                | Tappara          | 3              |                  |            |  |  |          |          |
|  |                 |                  | Tappara          | 3              |                  |            |  |  |          |          |
|  |                 | TPS              | 0                |                |                  |            |  |  |          |          |
|  | TPS             | TPS              | 0                | 3              |                  |            |  |  |          |          |
|  | TPS             |                  |                  | 3              |                  |            |  |  |          |          |
|  | Pelicans        | 1                |                  | 9. – 14.4.2002 | 9. – 14.4.2002   |            |  |  |          |          |
|  | 20. – 26.3.2002 | 20. – 26.3.2002  | Tappara          | 1              |                  |            |  |  |          |          |
|  | 20. – 23.3.2002 | 20. – 23.3.2002  |                  | Jokerit        | 3                |            |  |  |          |          |
|  | HPK             | 3                |                  |                |                  |            |  |  |          |          |
|  | Ilves           | 0                |                  |                |                  |            |  |  |          |          |
|  | Ilves           | 0                | HPK              | 1              |                  |            |  |  |          |          |
|  |                 |                  | HPK              | 1              | Spiel um Platz 3 |            |  |  |          |          |
|  |                 | Jokerit          | 3                |                |                  |            |  |  |          |          |
|  | Jokerit         | Jokerit          | 3                | 3              | HPK              | 1          |  |  |          |          |
|  | Jokerit         | 30.3. – 4.4.2002 |                  | 3              | HPK              | 1          |  |  |          |          |
|  | Kärpät          | 1                |                  | TPS            | 0                |            |  |  |          |          |
|  | Kärpät          | 1                |                  |                | 0                |            |  |  |          |          |
|  | 19. – 26.3.2002 | 19. – 26.3.2002  |                  |                |                  |            |  |  | 8.4.2002 | 8.4.2002 |

### Viertelfinale
| Tappara – Blues                    | Tappara – Blues | Tappara – Blues | Tappara – Blues |
| ---------------------------------- | --------------- | --------------- | --------------- |
| 20. März                           | Tappara         | Blues           | 3-1             |
| 22. März                           | Blues           | Tappara         | 2-5             |
| 23. März                           | Tappara         | Blues           | 3-1             |
| Tappara gewinnt die Runde mit 3:0. |                 |                 |                 |

| TPS – Pelicans                 | TPS – Pelicans | TPS – Pelicans | TPS – Pelicans |
| ------------------------------ | -------------- | -------------- | -------------- |
| 20. März                       | TPS            | Pelicans       | 4-1            |
| 22. März                       | Pelicans       | TPS            | 5-4            |
| 23. März                       | TPS            | Pelicans       | 3-2            |
| 26. März                       | Pelicans       | TPS            | 0-2            |
| TPS gewinnt die Runde mit 3:1. |                |                |                |

| HPK – Ilves                    | HPK – Ilves | HPK – Ilves | HPK – Ilves |
| ------------------------------ | ----------- | ----------- | ----------- |
| 20. März                       | HPK         | Ilves       | 4-1         |
| 22. März                       | Ilves       | HPK         | 1-6         |
| 23. März                       | HPK         | Ilves       | 5-1         |
| HPK gewinnt die Runde mit 3:0. |             |             |             |

| Jokerit – Kärpät                   | Jokerit – Kärpät | Jokerit – Kärpät | Jokerit – Kärpät |
| ---------------------------------- | ---------------- | ---------------- | ---------------- |
| 19. März                           | Jokerit          | Kärpät           | 6-2              |
| 22. März                           | Kärpät           | Jokerit          | 5-3              |
| 23. März                           | Jokerit          | Kärpät           | 3-0              |
| 26. März                           | Kärpät           | Jokerit          | 1-5              |
| Jokerit gewinnt die Runde mit 3:1. |                  |                  |                  |

### Halbfinale
| Tappara – TPS                      | Tappara – TPS | Tappara – TPS | Tappara – TPS |
| ---------------------------------- | ------------- | ------------- | ------------- |
| 30. März                           | Tappara       | TPS           | 3-1           |
| 31. März                           | TPS           | Tappara       | 1-3           |
| 2. April                           | Tappara       | TPS           | 2-1           |
| Tappara gewinnt die Runde mit 3:0. |               |               |               |

| HPK – Jokerit                      | HPK – Jokerit | HPK – Jokerit | HPK – Jokerit |
| ---------------------------------- | ------------- | ------------- | ------------- |
| 30. März                           | HPK           | Jokerit       | 4-3           |
| 31. März                           | Jokerit       | HPK           | 3-2           |
| 2. April                           | HPK           | Jokerit       | 2-3           |
| 4. April                           | Jokerit       | HPK           | 1-0           |
| Jokerit gewinnt die Runde mit 3:1. |               |               |               |

### Dritter Platz
| HPK – TPS           | HPK – TPS | HPK – TPS | HPK – TPS |
| ------------------- | --------- | --------- | --------- |
| 8. April            | HPK       | TPS       | 3-1       |
| HPK gewinnt Bronze. |           |           |           |

### Finale
| Tappara – Jokerit                                                 | Tappara – Jokerit | Tappara – Jokerit | Tappara – Jokerit |
| ----------------------------------------------------------------- | ----------------- | ----------------- | ----------------- |
| 9. April                                                          | Tappara           | Jokerit           | 5-4               |
| 10. April                                                         | Jokerit           | Tappara           | 3-1               |
| 12. April                                                         | Tappara           | Jokerit           | 0-3               |
| 14. April                                                         | Jokerit           | Tappara           | 2-1               |
| Jokerit gewinnt die Meisterschaft mit 3:1. Tappara erhält Silber. |                   |                   |                   |

### Finnischer Meister
| Finnischer Meister Jokerit Helsinki | Torhüter: Kari Lehtonen, Jamie Ram Verteidiger: Rami Alanko, Alex Brooks, Kari Haakana, Tom Koivisto, Olli Malmivaara, Ilkka Mikkola, Pasi Saarinen, Ari Vallin Angreifer: Antti Aalto, Frank Banham, Sean Bergenheim, Teemu Laine, Vladimír Machulda, Niko Mikkola, Petri Pakaslahti, Ville Peltonen, Jussi Pesonen, Pavel Rosa, Mikko Ruutu, Tuomo Ruutu, Teemu Sainomaa, Antti Törmänen, Pasi Tuominen, Tomek Valtonen, Jukka Voutilainen Cheftrainer: Raimo Summanen |

### Beste Scorer
Abkürzungen: Sp = Spiele, T = Tore, A = Assists, P = Punkte, SM = Strafminuten
| Pl  | Spieler           | Mannschaft | Sp | T | A | Punkte | +/- | SM |
| --- | ----------------- | ---------- | -- | - | - | ------ | --- | -- |
| 1.  | Vladimír Machulda | Jokerit    | 12 | 8 | 4 | 12     | 8   | 2  |
| 2.  | Vladimír Vůjtek   | HPK        | 8  | 4 | 7 | 11     | 4   | 6  |
| 3.  | Tom Koivisto      | Jokerit    | 12 | 3 | 8 | 11     | 8   | 2  |
| 4.  | Frank Banham      | Jokerit    | 12 | 8 | 1 | 9      | 3   | 22 |
| 5.  | Janne Ojanen      | Tappara    | 10 | 2 | 7 | 9      | 5   | 6  |
| 6.  | Antti Aalto       | Jokerit    | 12 | 1 | 8 | 9      | 3   | 12 |
| 7.  | Pavel Rosa        | Jokerit    | 12 | 3 | 5 | 8      | 8   | 18 |
| 8.  | Ždenek Nedved     | HPK        | 8  | 4 | 3 | 7      | 6   | 0  |
| 9.  | Jussi Tarvainen   | Tappara    | 10 | 4 | 3 | 7      | 0   | 0  |
| 10. | Tomáš Kucharčík   | HPK        | 8  | 3 | 4 | 7      | 3   | 0  |

### Beste Torhüter
Abkürzungen: SP = Spiele, Min = Spielzeit (min:sek), S = Siege; N = Niederlagen, GT = Gegentore, GS = gehaltene Schüsse, SO = Shutouts, GTS = Gegentorschnitt, GS% = gehaltene Schüsse (in %)
| Pl | Spieler           | Mannschaft | Sp | Min    | S | N | GT | GS  | SO | GTS  | GS%   |
| -- | ----------------- | ---------- | -- | ------ | - | - | -- | --- | -- | ---- | ----- |
| 1. | Fredrik Norrena   | TPS        | 4  | 256:43 | 1 | 3 | 7  | 138 | 1  | 1,64 | 95,17 |
| 2. | Kari Lehtonen     | Jokerit    | 11 | 623:04 | 8 | 2 | 18 | 284 | 3  | 1,73 | 94,04 |
| 3. | Joni Puurula      | HPK        | 8  | 453:42 | 3 | 3 | 13 | 190 | 0  | 1,72 | 93,6  |
| 4. | Thomas Draper     | Tappara    | 10 | 617:32 | 7 | 3 | 18 | 262 | 0  | 1,75 | 93,57 |
| 5. | Antero Niittymäki | TPS        | 4  | 295:29 | 2 | 2 | 11 | 138 | 0  | 2,23 | 92,62 |

## Auszeichnungen
| Auszeichnung                 | Gewinner        | Mannschaft |
| ---------------------------- | --------------- | ---------- |
| Aarne-Honkavaara-Trophäe     | Vesa Viitakoski | Ilves      |
| Jari-Kurri-Trophäe           | Kari Lehtonen   | Jokerit    |
| Jarmo Wasaman muistopalkinto | Joonas Vihko    | HIFK       |
| Kalevi-Numminen-Trophäe      | Raimo Summanen  | Jokerit    |
| Kultainen kypärä             | Janne Ojanen    | Tappara    |
| Lasse-Oksanen-Trophäe        | Janne Ojanen    | Tappara    |
| Matti-Keinonen-Trophäe       | Marko Tuulola   | HPK        |
| Pekka-Rautakallio-Trophäe    | Tom Koivisto    | Jokerit    |
| Raimo-Kilpiö-Trophäe         | Vesa Viitakoski | Ilves      |
| Urpo-Ylönen-Trophäe          | Kari Lehtonen   | Jokerit    |
| Veli-Pekka-Ketola-Trophäe    | Janne Ojanen    | Tappara    |